# Maston E. O'Neal
Maston Emmett O'Neal, Jr., född 19 juli 1907 i Bainbridge i Georgia, död 9 januari 1990 i Bainbridge i Georgia, var en amerikansk demokratisk politiker. Han var ledamot av USA:s representanthus 1965–1971.
O'Neal studerade vid Davidson College och Emory University. Han arbetade som jurist och tjänstgjorde i andra världskriget. År 1965 efterträdde han J.L. Pilcher som kongressledamot och efterträddes 1971 av Dawson Mathis.